# Communautés religieuses protestantes
Les communautés religieuses protestantes sont les communautés religieuses se rattachant à des Églises issues de la Réforme protestante : 

## Anglicanisme
- Order of St Benedict (Anglican) (en)
- Community of the Resurrection (en)
- Nashdom (en)
- Little Brothers of Francis (en)
- Fraternité mélanésienne
- Oratory of the Good Shepherd (en)
- Order of the Holy Cross (en)
- Order of St. Cuthbert (en)
- St. Gregory's Abbey, Three Rivers (en)
- Society of the Sacred Mission (en)
- Society of St John the Evangelist (en)
- Society of All Saints Sisters of the Poor (en)
- Sœurs bénédictines de Béthanie
- Chama Cha Mariamu Mtakatifu (en)
- Chita che Zita Rinoyera (en)
- Community of the Holy Family (en)
- Christa Sevika Sangha (en)
- Community of All Hallows (en)
- Community of Christ the King (en)
- Community of Jesus' Compassion (en)
- Community of St. Andrew (en)
- Community of St. Clare (en)
- Community of St. Francis (en)
- Community of St John Baptist (en)
- Community of St. John the Divine (en)
- Community of St. Laurence (en)
- Community of St. Mary (en)
- Communauté de Sainte-Marie-la-Vierge
- Community of the Companions of Jesus the Good Shepherd (en)
- Community of the Holy Cross (en)
- Community of the Holy Name (Australia) (en)
- Community of the Holy Name (en)
- Community of the Sacred Name (en)
- Community of the Sisters of Melanesia (en)
- Community of the Sisters of the Church (en)
- Community of the Sisters of the Love of God (en)
- Community of the Transfiguration (en)
- Episcopal Carmel of Saint Teresa (en)
- Malling Abbey (en)
- Order of St. Anne (Anglican) (en)
- Order of the Holy Paraclete (en)
- Sisterhood of St. John the Divine (en)
- Sisterhood of the Holy Nativity (en)
- Sisters of Charity (Anglican) (en)
- Society of Our Lady of the Isles (en)
- Society of Saint Margaret (en)
- Society of the Holy Cross (Korea) (en)
- Society of the Precious Blood (en)
- Society of the Sacred Advent (en)
- Society of the Sacred Cross (en)
- Society of the Sisters of Bethany (en)

## Églises luthéro-réformées
- Communauté de Pomeyrol, fondée en 1950[1],[2]  ;
- Communauté des Diaconesses de Reuilly, fondée en 1842[3] ;

- Communauté des Diaconesses de Strasbourg, fondée en 1842[4] ;

- Fraternité spirituelle des Veilleurs, fondée en 1923 ;

- Communauté de Villeméjane, fondée en 1988 et dissoute en 2004[5],[6] ;
- Communauté de Caulmont, fondée en 1970[7] ;
- Communauté de Taizé, fondée en 1944 ;

## Églises réformées
- Communauté de Grandchamp[8], fondée en 1952 à Boudry (Neuchâtel) ;
- Communauté des Diaconesses de Saint-Loup[9], à Pompaples ;
- Communauté des Diaconesses de Riehen[10].

## Églises d'union
- Brotherhood of the Ascended Christ (en)

## Luthéranisme
- Abbaye d'Amelungsborn
- Abbaye d'Ebstorf, fondée vers 1160, passée à la Réforme en 1529
- Order of Lutheran Franciscans (en)
- Bekenntnisbruderschaft St. Peter und Paul (en)
- Frères de la vie commune
- Congregatio Canonicorum Sancti Augustini (en)
- Evangelische Michaelsbruderschaft (en)
- Hochkirchlicher Apostolat St. Ansgar (en)
- Humiliatenorden (en)
- Ordo Crucis (en)
- Theologisk Oratorium (en)
- St.-Jakobus-Bruderschaft (en)
- Rogate Monastery St. Michael (en)
- Communität Casteller Ring (en)
- Daughters of Mary (Lutheran) (en)
- Fischbeck Abbey (en)
- Isenhagen Abbey (en)
- Lüne Abbey (en)
- Medingen Abbey (en)
- Abbaye de Wienhausen
- Walsrode Abbey (en)
- Communität Christusbruderschaft Selbitz (en)
- Evangelisch-Lutherische Gebetsbruderschaft (en)
- Societas Sanctæ Birgittæ
- Society of the Holy Trinity (en)

## Méthodisme
- Methodist Diaconal Order (en)
- Order of Saint Luke (en)